# Лоршайд
Лоршайд (нім. Lorscheid) — громада в Німеччині, розташована в землі Рейнланд-Пфальц. Входить до складу району Трір-Саарбург. Складова частина об'єднання громад Рувер.
Площа — 5,09 км2. Населення становить 529 ос. (станом на 31 грудня 2020).